# Коряков, Михаил Михайлович
Михаил Михайлович Коряко́в (фр. Michel Koriakoff; 5 июля 1911, д. Подъяндинская, Красноярский край — 20 августа 1977, Уэстпорт, штат Коннектикут, США) — русский писатель, литературный критик и журналист, военный корреспондент, радиоведущий. Псевдонимы — М. Конский, М. Ошаров.
Участник Великой Отечественной войны: с 7 июля 1941 года служил в инженерных войсках, а с конца 1942 года — военный корреспондент армейской газеты.
В 1946 году, работая в Париже в редакции газеты, издаваемой советским полпредством, решил не возвращаться в СССР. С 1950 года жил в Нью-Йорке, стал одним из первых сотрудников радио «Свобода».

## Биография
Родился 22 июня (5 июля) 1911 года в крестьянской семье в деревне д. Подъяндинская Канского района Красноярского края, в таёжных предгорьях Саян. Отец, «сибирский пахарь и зверолов», в 1930 году по ходу проведения сплошной коллективизации был посажен в тюрьму.
В 1930 годы печатался в местных и центральных газетах. Опубликовал несколько пропагандистских брошюр по проблемам колхозной жизни.
В 1937—1938 годы жил в Сочи. Работал в «Курортной газете». В это время он познакомился с художником М. В. Нестеровым, по протекции которого в 1939 году стал научным сотрудником в усадьбе-музее Л. Н. Толстого «Ясная Поляна». Печатался в тульской газете «Молодой коммунар». Поступил в Московский институт философии, литературы и истории.
В связи с началом Великой Отечественной войны был мобилизован и направлен на краткосрочные командирские курсы в Московское военно-инженерное училище в посёлок Болшево Московской области. Уже курсантом принимал участие в боевых действиях на оборонительных рубежах.

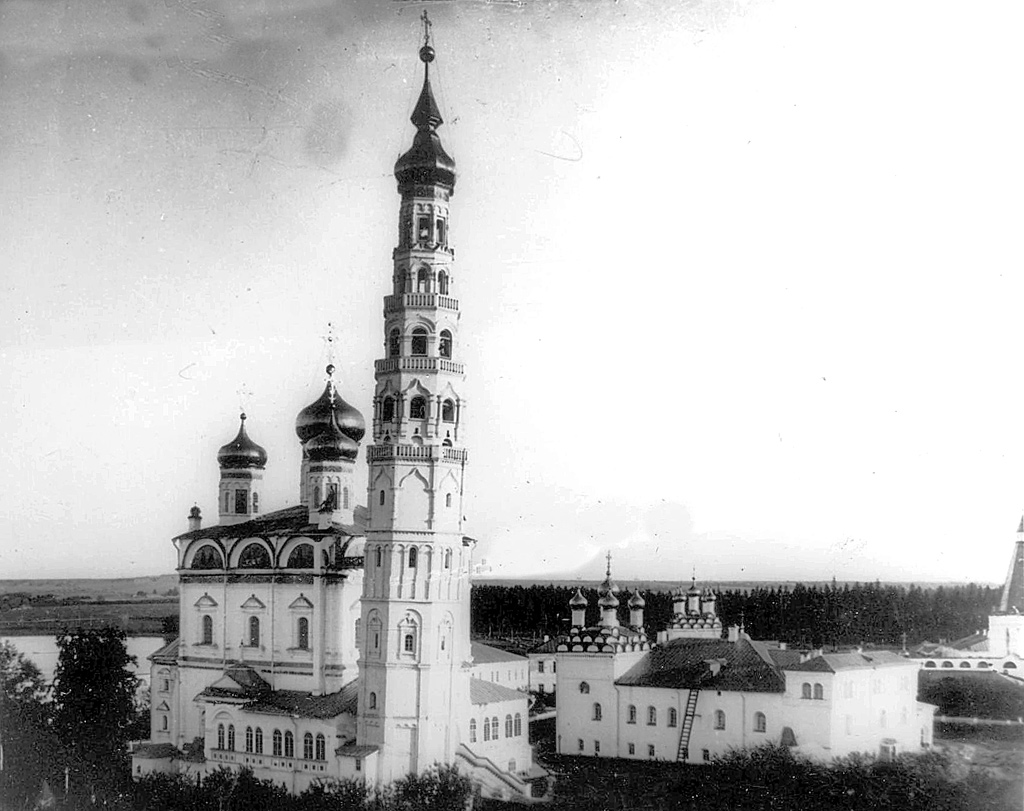
Колокольня и Успенский собор монастыря. Фотография ок. 1900 г.

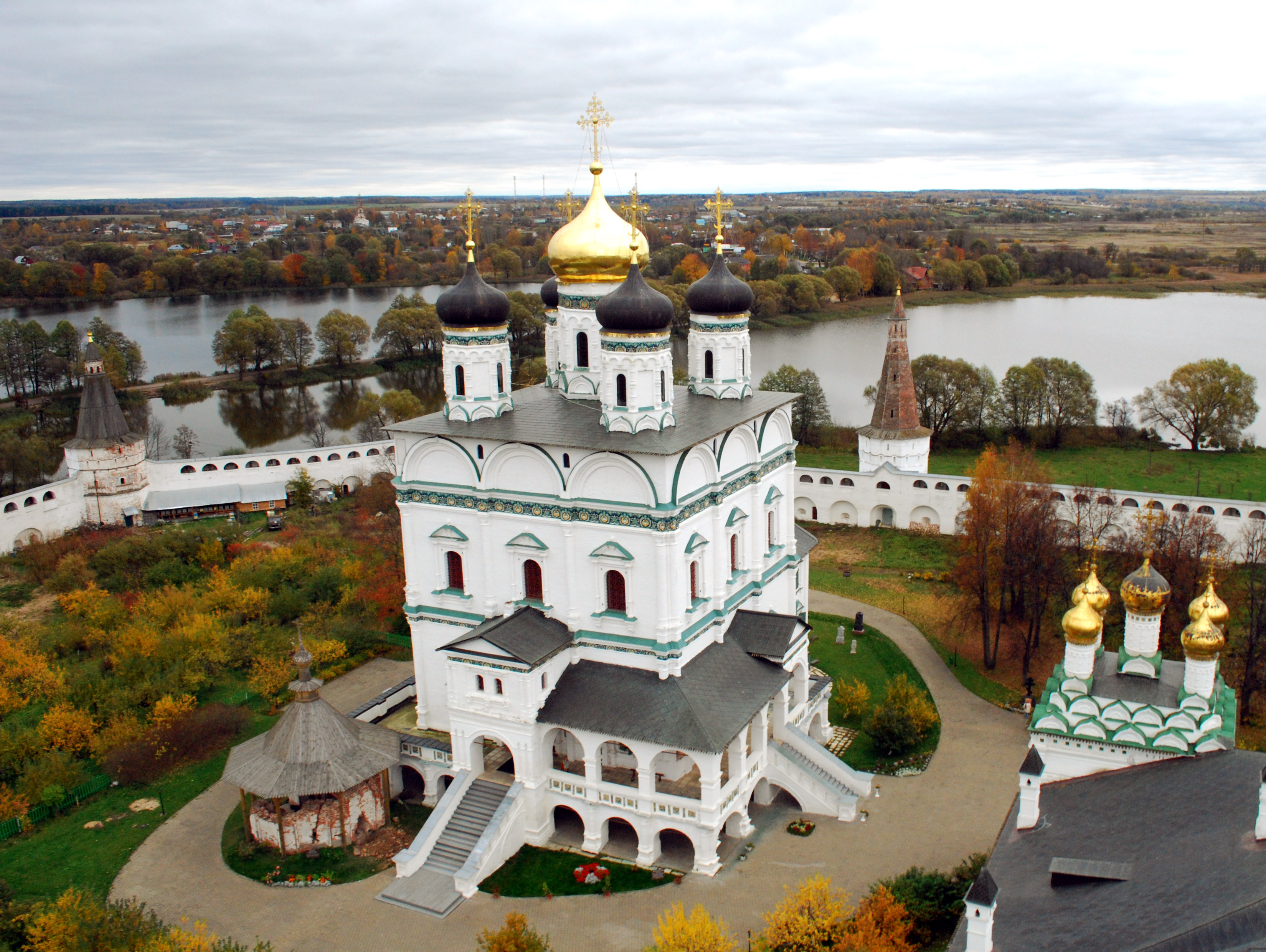
Остатки взорванной колокольни и Успенский собор монастыря. Фотография 2011 г.

Воспитанному матерью в православных традициях, лейтенанту Корякову пришлось исполнить приказ о подрыве колокольни Иосифо-Волоцкого монастыря, чтобы не дать возможность использования её немецкими снайперами и наводчиками. События и собственные переживания осени 1941 года позднее описал во «Фронтовом дневнике». Также был участником и описал в ярких красках панику и бегство москвичей перед наступавшими немцами.
Служил командиром роты 35-й саперной бригады на Северо-Западном фронте.
В 1942 году был направлен военным корреспондентом в газету «Сокол Родины» 6-й воздушной армии. За многочисленные публикации о ходе боевых действий и книгу очерков «Пять условий воздушной победы» о дважды Герое Советского Союза Алексее Смирнове в 1943 году был представлен к награждению орденом «Красная Звезда» и повышению до чина капитана.
В мае 1944 года за участие в панихиде, совершенной по патриарху Сергию в одной из церквей близ г. Сарны Ровенской области, его отстранили от должности военного корреспондента и перевели в пехоту. По решению начальства на приказе о переводе стоял гриф «секретно», так как «рядовые бойцы не должны знать о причинах, повлекших увольнение капитана Корякова с должности военного корреспондента и отправки его в пехоту. Тем более не должно знать об этом гражданское население, потому что нет ничего хуже, как если бы народная молва окружила случившийся факт ореолом мученичества».
В январе 1945 года, вскоре после освобождения Ченстоховы, побывал в монастыре на Ясной горе и получил маленькую копию иконы Божией Матери Ченстоховской в металическом окладе, которая впоследствии спасла ему жизнь: 22 апреля 1945 года в бою под Дрезденом Коряков попал в плен. Всех, попавших в плен вместе с ним, немцы расстреляли, однако его спас поляк, заинтересовавшийся иконой, бывшей у него.
После освобождения американскими войсками оказался в лагере для «перемещенных лиц». Бежал и, добравшись до Парижа, явился в советское полпредство и был принят на работу техническим редактором издаваемой там газеты «Вести с Родины». В Париже познакомился с Н. А. Бердяевым, Б. К. Зайцевым. Живший с 1924 года во Франции и с интересом расспрашивавший Корякова о современной России Н. А. Бердяев описал свои впечатления о нём:

«Самое приятное впечатление было от встреч с одним советским писателем, который у нас часто бывал. Это был человек очень симпатичный и талантливый. Он давал острое впечатление России. Россия была для него религией. Он в это время был капитаном Красной армии. Он защищал Москву».

Б. К. Зайцев в предисловии к книге М. М. Корякова «Освобождение души» вспоминал о первых встречах с её автором:

«Молодой офицер сразу же удивил нас — скромной манерой держаться, естественным тоном, жаждой знаний и просвещения, интересом к литературе, искусству, Парижу — говорил он на том же классическом русском языке, что и мы (с легкой лишь примесью простонародных выражений и советских терминов). Даровитость, любознательность, жадность к жизни сразу почувствовались. Скоро выяснилось, что и сам он пишет».

На фоне активизации деятельности по репатриации в СССР («независимо от их желания») бывших советских граждан, оказавшихся по окончании войны во Франции, Коряков в 1946 году принял решение не возвращаться в СССР и перебрался в Бразилию.
В 1947 году написал книгу «Почему я не возвращаюсь в Россию» о своём решении стать невозвращенцем, изданную в 1948 году на английском языке в США и в Англии и переведённую затем на многие европейские языки.
С 1950 года жил в США. В 1952 опубликовал автобиографическую книгу «Освобождение души», состоящую из четырёх частей: «Под Москвой», «На Запад!», «Перед войной», «К новой жизни». Много лет сотрудничал с журналом «Русская мысль». С 1953 года сотрудник Нью-Йоркского отделения радио «Свобода», где основал и вёл программу «Россия вчера, сегодня, завтра». Последнее десятилетие жизни работал над сборником документально-публицистических очерков «Живая история».
Умер 20 августа 1977 года. Похоронен на кладбище монастыря Ново-Дивеево в штате Нью-Йорк.

## Семья
Жена (с 1937 года) — Литли (Лидия) Абрамовна Лопатина (1912—?), дочь врача-бальнеолога Абрама Соломоновича Залманова.

## Основные произведения
- Почему я не возвращаюсь в Россию — Нью-Йорк: 1948
- Освобождение души — Нью-Йорк: 1952
- Живая история. 1917—1975 — Мюнхен: 1977
- По белу свету — Слово, 1990, № 10
- Фронтовой дневник — Знамя, 1992, № 5

## Комментарии
1. ↑  Обстоятельства тайного отъезда Корякова из Парижа в Бразилию описаны в книге известных деятелей русской эмиграции Н. М. и М. В. Зёрновых — // За рубежом: Белград-Париж-Оксфорд (Хроника семьи Зёрновых, 1921—1972) / Под ред. Н. М. и М. В. Зёрновых — Paris : YMCA-press, 1973. — 561 с.